# Krasne (district de Skadovsk)
Pour les articles homonymes, voir Krasne.
Krasne (ukrainien : Красне) est un village du sud de l'Ukraine.

## Localisation
Krasne se situe dans le raïon de Skadovsk (district) de l'oblast de Kherson (province), située sur la côte de la baie de Dzharylhach, sur la mer Noire. La localité se trouve à 8 kilomètres à l'ouest de Skadovsk et à 54 km au sud de Kherson.

## Histoire
Sur le territoire du district de Skadovsk, il existe de nombreux monuments funéraires de nomades. Des tumulus avec des sépultures de cultures de fosses, de catacombes et de bûches (une stèle anthropomorphe a été trouvée), des sépultures nomades scythes, sarmates et médiévales ont été étudiées près de Krasne ; le monticule scythe a été fouillé (fouilles par Yevhen Chernenko (en) en 1975). Dix monticules de 0,5 à 4 mètres de haut se trouvent à la périphérie sud-ouest du village, à 0,3 - 1,5 kilomètre à l'est, au sud-est et à l'ouest de celui-ci.
Le village a été fondé en 1806 sous le nom de Vtroprymorske (ukrainien : Второприморське).
En 1886, il y avait 1 431 personnes vivant dans le village, au centre de la Paroisse Rouge (uk) du ouïezd du Dniepr (en) du gouvernement de Tauride. Il y avait 201 cours, il y avait une église orthodoxe, une école, 5 magasins et un entrepôt de vin.

## Démographie
Selon le recensement de 1989 de la république socialiste soviétique d'Ukraine, la population actuelle du village était de 3 290 personnes, dont 1 558 hommes et 1 732 femmes.
Selon le recensement ukrainien de 2001 (en), 3 010 personnes vivaient dans le village.

## Langues
Répartition de la population par langue maternelle selon le recensement de 2001 :
| Langue     | Pourcentage |
| ---------- | ----------- |
| Ukrainien  | 85,42 %     |
| Russe      | 13,82 %     |
| Biélorusse | 0,43 %      |
| Arménien   | 0,13 %      |
| Moldave    | 0,10 %      |

## Tourisme
L'emplacement du village près de la baie de Dzharilgatskaya a encouragé le développement d'institutions pour enfants. 

## Personnes célèbres
Une native du village est Tamara Stepanivna Sidorenko Malyukova (uk), compositrice, professeure de musique, artiste honoré d'Ukraine (uk).

## Équipements
| Établissement de santé et de loisirs périurbain « Крилатий »                                                    | capacité 400 personnes. |
| Complexe sportif et récréatif pour enfants « Чемпіон »                                                          | capacité 400 personnes. |
| Camp de santé pour enfants «Сучасник»                                                                           | capacité 385 personnes. |
| Institution pour enfants de type sanatorium « Ювілейний » de l'entreprise privée multidisciplinaire « Паритет » | capacité 150 personnes. |